# Landkreis Torgau-Oschatz
Der Landkreis Torgau-Oschatz war der nördlichste Landkreis des Freistaates Sachsen. Nachbarkreise waren im Norden der sachsen-anhaltische Landkreis Wittenberg, im Osten der brandenburgische Landkreis Elbe-Elster und der Landkreis Riesa-Großenhain, im Süden der Landkreis Döbeln und im Westen der Muldentalkreis sowie der Landkreis Delitzsch.

## Geschichte
Der Landkreis entstand 1994 durch Zusammenlegung der Kreise Oschatz und Torgau sowie von sechs Gemeinden des ehemaligen Kreises Eilenburg. Nach der Kreisreform Sachsen 2008 am 1. August 2008 wurde der Kreis aufgelöst und sein Gebiet gehört seitdem zum neuen Landkreis Nordsachsen.

## Heraldik
Das auf dem Wappen dargestellte Tier ist der Meißener Löwe, der sich aufgrund der früheren Gebietszugehörigkeiten im Wappen von vielen Gemeinden in der Umgebung wiederfindet. Der Zweig (ein Lindenzweig), den der Löwe in den Klauen hält, ist ein Symbol für die Landwirtschaft und die Beforstung der Elblandschaft in der Gegend, weshalb der stilisierte Fluss im unteren Bereich des Wappens auch die Elbe verkörpern soll. Der im Sächsischen häufig anzutreffende Hintergrund in Gelb bzw. Gold bezieht sich auf die askanischen Herzöge.

## Städte und Gemeinden
(Einwohnerzahlen vom 31. Dezember 2006)
| Städte 1. Belgern (5.075) 2. Dahlen (4.979) 3. Dommitzsch (2.976) 4. Mügeln (4.700) 5. Oschatz (16.012) 6. Schildau, Gneisenaustadt (3.732) 7. Torgau (18.340) Verwaltungsgemeinschaften - Verwaltungsgemeinschaft Beilrode mit den Mitgliedsgemeinden Arzberg, Beilrode und Großtreben-Zwethau - Verwaltungsgemeinschaft Dommitzsch mit den Mitgliedsgemeinden Dommitzsch, Elsnig und Trossin - Verwaltungsgemeinschaft Torgau mit den Mitgliedsgemeinden Dreiheide, Pflückuff, Torgau und Zinna | Gemeinden 1. Arzberg (2.243) 2. Beilrode (2.648) 3. Cavertitz (2.549) 4. Dreiheide (2.436) 5. Elsnig (1.674) 6. Großtreben-Zwethau (2.050) 7. Liebschützberg (3.457) 8. Mockrehna (5.529) 9. Naundorf (2.614) 10. Pflückuff (2.456) 11. Sornzig-Ablaß (2.375) 12. Trossin (1.497) 13. Wermsdorf (5.900) 14. Zinna (1.658) |

Zwischen 1990 und 2004 stieg das Durchschnittsalter im Landkreis von 37 auf 43 Jahre. Damit war Torgau-Oschatz aber immer noch einer der „jüngsten“ Landkreise in Sachsen und lag deutlich unter dem Landesdurchschnitt.
- Kreisstatistik 2004 für Torgau-Oschatz

## Verkehr
Die Leipzig-Dresdner Eisenbahn-Compagnie eröffnete schon 1838 den Abschnitt, der die Stadt Oschatz und somit den heutigen Kreis berührt.
Die Stadt Torgau erhielt erst 1872 durch die Halle-Sorau-Gubener Eisenbahn-Gesellschaft ihren Anschluss an das Schienennetz. Ein kleiner Bahnknoten entstand hier, als die Preußische Staatsbahn 1890 eine Nebenbahn, die Dübener-Heide-Bahn, nach Pretzsch (in Richtung Wittenberg) und 1914/15 eine Stichbahn nach Belgern eröffnete (Bahnstrecke Torgau–Belgern). Eine weitere Abzweigung von der Strecke Cottbus – Leipzig wurde 1922 durch die Kleinbahn-AG Schildau–Mockrehna geschaffen.
Im Raum Oschatz entstand ab 1885 ein von den Sächsischen Staatseisenbahnen betriebenes Schmalspurnetz, dessen Mittelpunkt Mügeln mit dem seinerzeit größten Schmalspurbahnhof Europas bildete:
- 1884 Döbeln – Mügeln
- 1885 Mügeln – Oschatz
- 1888 Mügeln – Nebitzschen – Neicha-Zöhda
- 1891 Oschatz – Strehla
- 1903 Nebitzschen – Kemmlitz – Kroptewitz

Eine Teilstrecke dieses Netzes wurde seit 1993 von der Döllnitzbahn GmbH zwischen Oschatz und Kemmlitz betrieben.
Das Netz hatte einen Umfang von 135 km Länge erreicht. Davon wurden 70 km stillgelegt:
- 1964: Kemmlitz – Kroptewitz                     =750=   1 km und Döbeln Hbf – Lüttnitz – Mügeln            =750=   4 km
- 1971: Gneisenaustadt Schildau – Mockrehna              11 km
- 1972: Nebitzschen – Wermsdorf – Neichen-Zöhda   =750=  10 km und Oschatz – Zaußwitz – Strehla          (ex =750=)  9 km
- 1997: Torgau – Wörblitz – Pretzsch                     18 km
- 1995: Torgau – Belgern                                 17 km

## Kfz-Kennzeichen
Am 1. August 1994 wurde dem Landkreis das seit dem 1. Januar 1991 für den Landkreis Torgau gültige Unterscheidungszeichen TG zugewiesen. Dieses wurde am 1. Januar 1995 vom neuen Unterscheidungszeichen TO abgelöst, das bis zum 31. Juli 2008 ausgegeben wurde. Aufgrund der Kennzeichenliberalisierung sind beide seit dem 9. November 2012 im Landkreis Nordsachsen erhältlich.
Bis etwa zum Jahr 2000 erhielten Fahrzeuge aus dem Altkreis Oschatz TO-Kennzeichen mit den Buchstaben AA bis ZZ und den Zahlen von 100 bis 999.